# Кліш Андрій Богданович
Андрій Богданович Кліш (нар. 29 жовтня 1980, м. Тернопіль, Україна) — український історик, доктор історичних наук (2020), доцент. Член Наукового товариства імені Шевченка.

## Життєпис
Андрій Кліш народився 29 жовтня 1980 року у місті Тернополі.
Закінчив історичний факультет (2003, маґістр) та аспірантуру (2005) Тернопільського національного педагогічного університету імені Володимира Гнатюка. Відтоді працює в Alma-mateer: асистент (2005—2011) та доцент (2011—2018) катедри стародавньої та середньовічної історії, від 2018 — доцент катедри історії України, археології та спеціальних галузей історичних наук.
Заступник головного редактора фахового збірника «Наукові записки Тернопільського національного педагогічного університету імені Володимира Гнатюка.Серія: Історія».

### Наукова діяльність
У 2008 р. захистив дисертацію на здобуття кандидата історичних наук «Громадсько-політична та наукова діяльність Кирила Студинського (1868—1941 рр.)» за спеціальністю 07.00.01 — історія України у Львівського національному університеті ім. І. Франка.
У 2020 р. захистив дисертацію на здобуття доктора історичних наук «Український суспільно-християнський рух у Галичині: ідейні засади, організаційна структура та політичні практики (кінець ХІХ — початок ХХ ст.)» за спеціальністю 07.00.01 — історія України у Львівського національному університеті ім. І. Франка.

## Доробок
Автор більше 100 наукових і науково-методичних праць.
Монографії:
- «Між політикою та релігією: суспільно-християнський рух у Галичині наприкінці ХІХ — на початку ХХ ст.» (2018),[3]
- «Кирило Студинський: життя та діяльність» (2011).[4]